# توپولف تو-۱۴
توپولف تو-۱۴ (به انگلیسی: Tupolev Tu-14) یک هواگرد ساختِ کارخانهٔ توپولف در کشور اتحاد جماهیر سوسیالیستی شوروی است. این هواگرد برای نخستین بار در ۱۳ اکتبر ۱۹۴۹ میلادی مورد استفاده قرار گرفت.